# Västerbottens län
Västerbottens län er et nordsvensk län (fra 1638). Det består af landskabet Västerbotten og ca. en tredjedel af landskabet Lappland, og en mindre del af Ångermanland.

## Større byer
De ti største byer i Västerbottens län, sorteret efter indbyggertal:
| #  | Byområde      | Befolkning |
| -- | ------------- | ---------- |
| 1  | Umeå          | 75.645     |
| 2  | Skellefteå    | 32.425     |
| 3  | Lycksele      | 8.597      |
| 4  | Holmsund      | 5.482      |
| 5  | Vännäs        | 4.100      |
| 6  | Ursviken      | 4.054      |
| 7  | Vilhelmina    | 3.633      |
| 8  | Skelleftehamn | 3.120      |
| 9  | Sävar         | 2.672      |
| 10 | Nordmaling    | 2.619      |

Indbyggertal pr. 31. december 2005, Statistiska centralbyrån (SCB).